# Natuurwijn

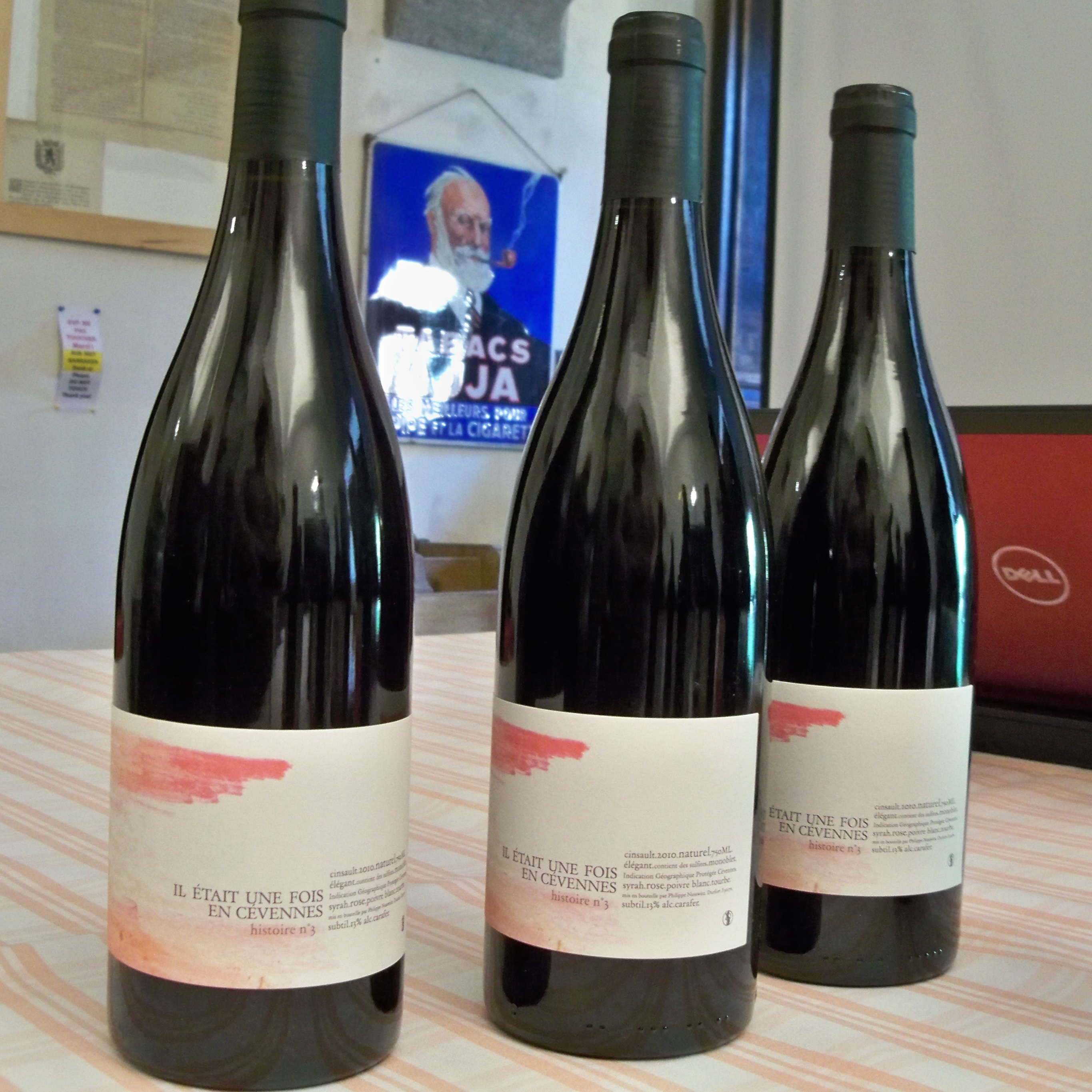
Natuurwijn uit de Franse Cevennen

Natuurwijn is een aanduiding voor wijn die volgens de makers ervan – in het gehele proces van wijn maken – geen 'onnatuurlijke' bewerking heeft ondergaan. In het Frans worden deze wijnen "vin nature" of "vin naturel" genoemd. Aanvankelijk waren deze wijnen vooral verkrijgbaar in reformwinkels. Later kwamen ze ook in de reguliere handel beschikbaar. De term natuurwijn heeft geen wettelijke status, maar de wijnen kunnen wel de status biologisch, biodynamisch, veganistisch dan wel ecologisch hebben. Veel bewerkingen worden met de hand uitgevoerd. Omdat het geen massaproduct is zijn de partijen wijn doorgaans klein.
Voorbeelden van Nederlandse natuurwijn zijn de Twentse wijngaard VieVinVjenne en Wijngaard Dassemus in Chaam, Noord-Brabant.
Niet alle natuurwijnen vallen binnen een bepaalde nationale wijnwetgeving, daardoor zijn er die geen beschermde oorsprongsbenaming hebben. De wijnen dienen aan consumptie gerelateerde wetgeving te voldoen.

## Het proces
De bedoeling bij het maken van natuurwijn is dat er zo min mogelijk wordt ingegrepen in het proces van het wijn maken. Zowel in de wijngaard als bij de vinificatie als bij de afwerking van de wijn. Moderne technieken worden zo weinig mogelijk aangewend. Volgens sommige wijnmakers zou houtrijping een niet natuurlijke smaaktoevoeging zijn. Als er vaten gebruikt worden, dan worden deze niet gezwaveld. Een strikte regelgeving op dit gebied is niet.
Algemeen zijn de richtlijnen dat chemicaliën, pesticiden en andere bewerkingen – zoals ook in de biologische teelt landbouwbestrijdingsmiddelen niet zijn toegestaan – ook bij het maken van natuurwijn niet worden gebruikt.
Sturing bij de vinificatie is minimaal, het alcoholpercentage bijvoorbeeld wordt natuurlijk bepaald. Gistculturen worden niet ingezet. Alleen van natuurlijk op de schil van de druif – en mogelijk in de lucht – aanwezige gisten wordt gebruik gemaakt. Chaptaliseren wordt gezien als bedrog. Klaren – het helder maken met eiwit, of door filtratie – van de wijn vindt meestal niet plaats omdat het gezien kan worden als onnatuurlijk ingrijpen.
Gesteld wordt dat natuurwijn een 'transparanter' product is dan conventionele wijn, aangezien het duidelijk is wat er met de wijn is gebeurd tijdens de vinificatie. Bij conventionele wijnen staan toevoegingen, zoals suiker, kleurstoffen, dierlijke producten, conserveermiddelen anders dan sulfiet en water niet vermeld op het etiket, terwijl dat bij vrijwel elk ander product wel gewoon is.

## Kwaliteit
Vaak zijn natuurwijnen vanwege het vinificatieproces meer of minder troebel. Afhankelijk van de wijnmaker kan de kwaliteit – in de zin van smaakbeleving – zeer uiteen lopen. Wat dat betreft is natuurwijn niet anders dan conventionele wijn. Er worden wel natuurwijnproeverijen georganiseerd.
Door het vinificatie- en bottelingsproces – vanwege de beperking van onder meer sulfiet – zijn deze wijnen kwetsbaar. Transport kan een hindernis zijn vanwege onder andere temperatuurwisselingen en de houdbaarheid van de wijnen loopt sterk uiteen. Sommige wijnen zullen binnen een of twee jaar gedronken moeten worden, maar er zijn ook veel natuurwijnen die net zo lang of langer dan conventionele wijn bewaard kunnen worden, doordat ze 'beschermd' worden door bijvoorbeeld de aanwezige tannines in de wijn.
Zoals traditionele wijngebieden nog weleens hun eigen typische wijnetiket willen toepassen, zijn natuurwijnen vaak kenmerkend vanwege een uitgesproken, soms door een kunstenaar ontworpen etiket.

## Basisprincipes
Basiscriteria die de meeste producenten en organisaties van natuurwijn aanvaarden:
- Biologisch of biologisch-dynamische druiventeelt. Al dan niet gecertificeerd
- Geen irrigatie in de wijngaarden
- Met de hand geplukt
- Geen toegevoegde suikers, gisten of andere additieven
- Geen aanpassingen van de zuurgraad
- Geen beïnvloeding van nieuwe eikenhouten vaten, houtkrullen of vloeibaar extract
- Minimale of geen klaring
- Geen manipulatie, zoals micro-oxygenatie, omgekeerde osmose, draaiende kegelkolommen of cryo-extractie
- Minimaal of geen toegevoegde sulfieten